# میرائی شیدا
میرائی شیدا (انگلیسی: Mirai Shida؛ زاده ۱۰ مهٔ ۱۹۹۳) یک صداپیشه اهل ژاپن است.